# Félix Pons

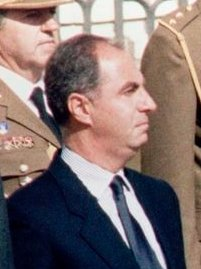

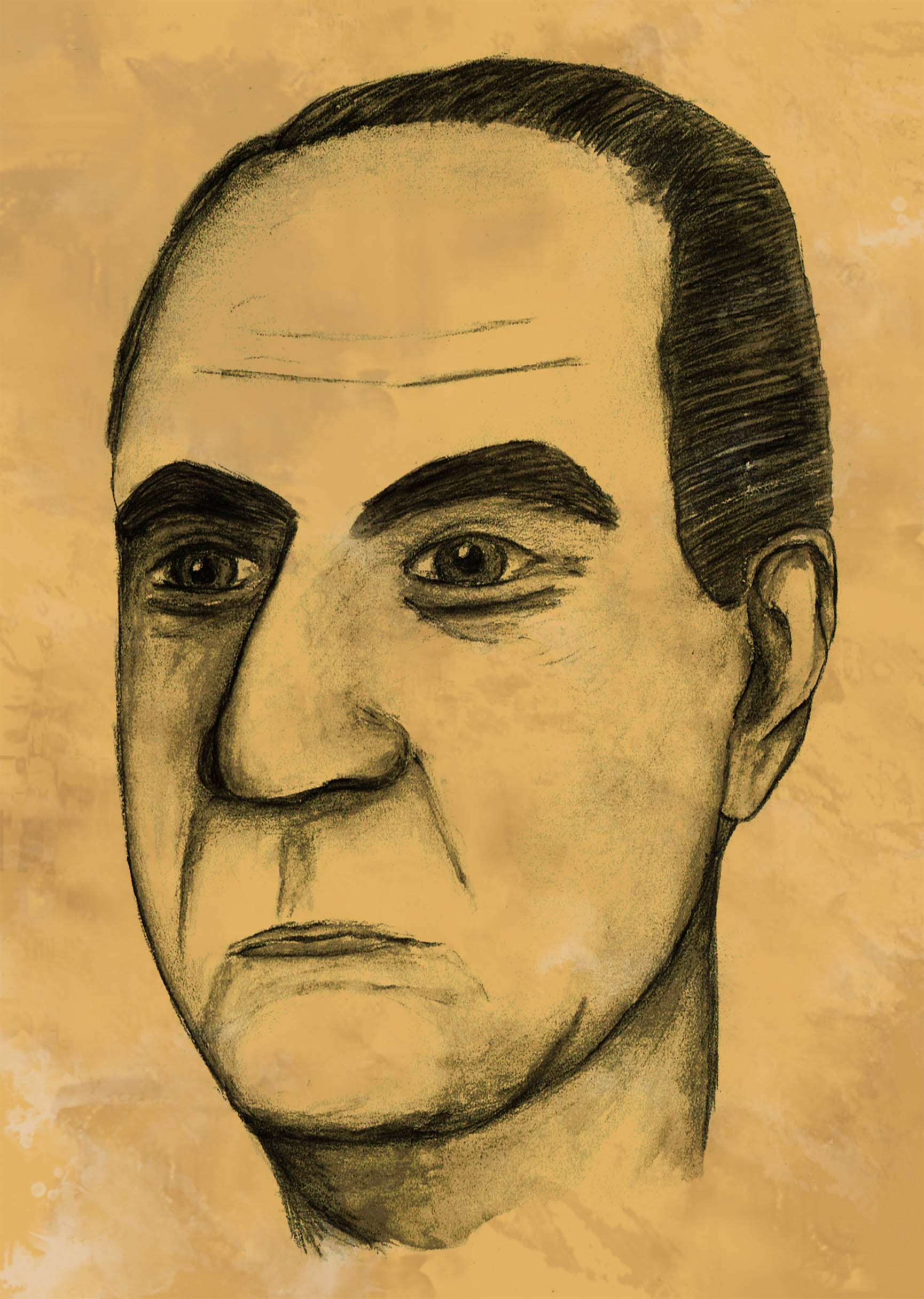
Félix Pons Irazazábal

Félix Pons Irazazábal (Palma de Mallorca, 14 september 1942 - aldaar, 3 juli 2010) was een Spaans socialistisch politicus.
In 1964 behaalde Pons een licentie in het recht aan de Universiteit van Barcelona. Het jaar daarop werd hij advocaat en van 1966 tot 1970 was hij docent bestuursrecht. Pons werd in 1975 lid van de Partido Socialista Obrero Español (PSOE). Sinds 1977 was hij volksvertegenwoordiger van de Balearen. Op 4 juli 1985 werd hij benoemd tot minister van Territoriale Administratie in de eerste regering van Felipe González. Van 1986 tot 1996 was hij voorzitter van het Spaanse "Huis van Afgevaardigden", het Spaanse Lagerhuis.